# Ecliptopera fortis
Ecliptopera fortis är en fjärilsart som beskrevs av Louis Beethoven Prout 1932. Ecliptopera fortis ingår i släktet Ecliptopera och familjen mätare. Inga underarter finns listade i Catalogue of Life.